# Местоименное прилагательное
Местоиме́нное прилага́тельное (также местоимение-прилагательное, прилагательное-местоимение, адъективное местоимение) — тематический класс местоимений, объединяемый общностью главных синтаксических функций с именем прилагательным. В традиционных описательных грамматиках включается в состав местоимений как самостоятельной части речи, в новейших грамматических теориях относится к имени прилагательному.
В русском языке у местоименных прилагательных и имён прилагательных совпадают не только синтаксические функции, но и морфологические признаки. В связи с этим в русских академических грамматиках, в частности, в издании «Русской грамматики» 1980 года, местоименные прилагательные рассматриваются как составная часть имени прилагательного.

## Функции
Местоименное прилагательное в именной группе занимает позицию зависимого и выполняет в предложении функцию определения (мой сын, который час) или же находится в составе именной части сказуемого (он таков).

## Разряды
Среди местоименных прилагательных выделяются детерминативы, качественные местоимения (рус. какой, такой, лат. qualis), количественные местоимения, которые также могут рассматриваться как класс местоимений-числительных (рус. столько, сколько, несколько), порядковые местоимения (рус. который, какой, лит. kelintas «который по счёту», kelioliktas «сколько-надцатый»), притяжательные местоимения (рус.мой, твой, свой, ваш, его, её, их, чей, чей-нибудь, ничей), количественно-параметрические местоимения (лат. quantus «какой по размеру, весу, долготе и т. д.».

## В русском языке
В русском языке местоименные прилагательные образуют особый разряд местоименных слов, выделяемый внутри имени прилагательного. К ним относят группу прилагательных, лексическое значение которых не выражает качества или свойства предмета, а только указывает на него (мой, тот, свой, каждый).
Местоименные прилагательные делятся на шесть групп:
- притяжательные местоимения:
  - личные, указывающие на принадлежность 1-му лицу (мой, наш), 2-му лицу (твой, ваш) или 3-му лицу (несклоняемые формы его, её, их);
  - возвратное, указывающее на принадлежность любому из трёх лиц: свой;
- указательные местоимения: тот, этот, такой, этакий (разговорное), таков, следующий, а также слова тот-то, такой-то;
- определительные местоимения: всякий, всяческий, каждый, любой, весь, целый, иной, другой, сам, самый;
- вопросительные местоимения: какой, который, чей, каков;
- неопределённые местоимения: какой-то, некоторый, некий;
- отрицательные местоимения: никакой, ничей.

Кроме того, к местоименным прилагательным относятся просторечные слова таковский, ихний, нашенский и другие.